# Xenop gros
El xenop gros (Megaxenops parnaguae) és una espècie d'ocell de la família dels furnàrids (Furnariidae) i única espècie del gènere Megaxenops.

## Hàbitat i distribució
Habita boscos espesos i caatinga, a les terres baixes del nord-est i est del Brasil a Piauí, Ceará i oest de Pernambuco, cap al sud localment a l'ample de l'oest de Bahia fins l'oest de Minas Gerais.